# Ayn al-Shams
Ayn al-Shams (tiếng Ả Rập: عين الشمس) là một ngôi làng ở phía bắc Syria, một phần hành chính của Tỉnh Hama, nằm ở Homs Gap phía tây nam của Hama. Các địa phương gần đó bao gồm Ayn Halaqim, Nisaf và Baarin ở phía đông, và Mashta al-Helu và al-Kafrun ở phía nam. Theo Cục Thống kê Trung ương Syria, Ayn al-Shams có dân số 2.327 trong cuộc điều tra dân số năm 2004.